# Dion Charles
Dion Charles (Preston, 7 de octubre de 1995) es un futbolista británico que juega en la demarcación de delantero para el Huddersfield Town A. F. C. de la EFL League One.

## Selección nacional
Tras jugar en las categorías inferiores de la selección, finalmente hizo su debut con la selección de fútbol de Irlanda del Norte en un partido amistoso contra Estados Unidos que finalizó con un resultado de empate a uno tras el gol de Niall McGinn para el combinado norirlandés, y de Christian Pulisic y Giovanni Reyna para Estados Unidos.

## Clubes
| Club                       | País       | Año       | Partidos | Goles |
| -------------------------- | ---------- | --------- | -------- | ----- |
| Blackpool F. C.            | Inglaterra | 2013-2014 | 0        | 0     |
| Skelmersdale United F. C.  | Inglaterra | 2014      | 4        | 3     |
| A. F. C. Fylde             | Inglaterra | 2014-2016 | 58       | 19    |
| Fleetwood Town F. C.       | Inglaterra | 2016-2017 | 1        | 0     |
| F. C. Halifax Town         | Inglaterra | 2017-2018 | 20       | 3     |
| Southport F. C.            | Inglaterra | 2018-2019 | 64       | 18    |
| Accrington Stanley F. C.   | Inglaterra | 2019-2022 | 97       | 30    |
| Bolton Wanderers F. C.     | Inglaterra | 2022-2025 | 149      | 57    |
| Huddersfield Town A. F. C. | Inglaterra | 2025-     | 18       | 0     |

## Palmarés

### Títulos nacionales
| Título     | Club                   | País       | Año  |
| ---------- | ---------------------- | ---------- | ---- |
| EFL Trophy | Bolton Wanderers F. C. | Inglaterra | 2023 |